# Chiesa di Sant'Antonio Abate vecchia
La chiesa di Sant'Antonio abate vecchia è una chiesa sussidiaria a Sant'Antonio di Mavignola, frazione di Pinzolo, in Trentino. Risale al XV secolo e conserva affreschi di scuola bergamasca.

## Storia

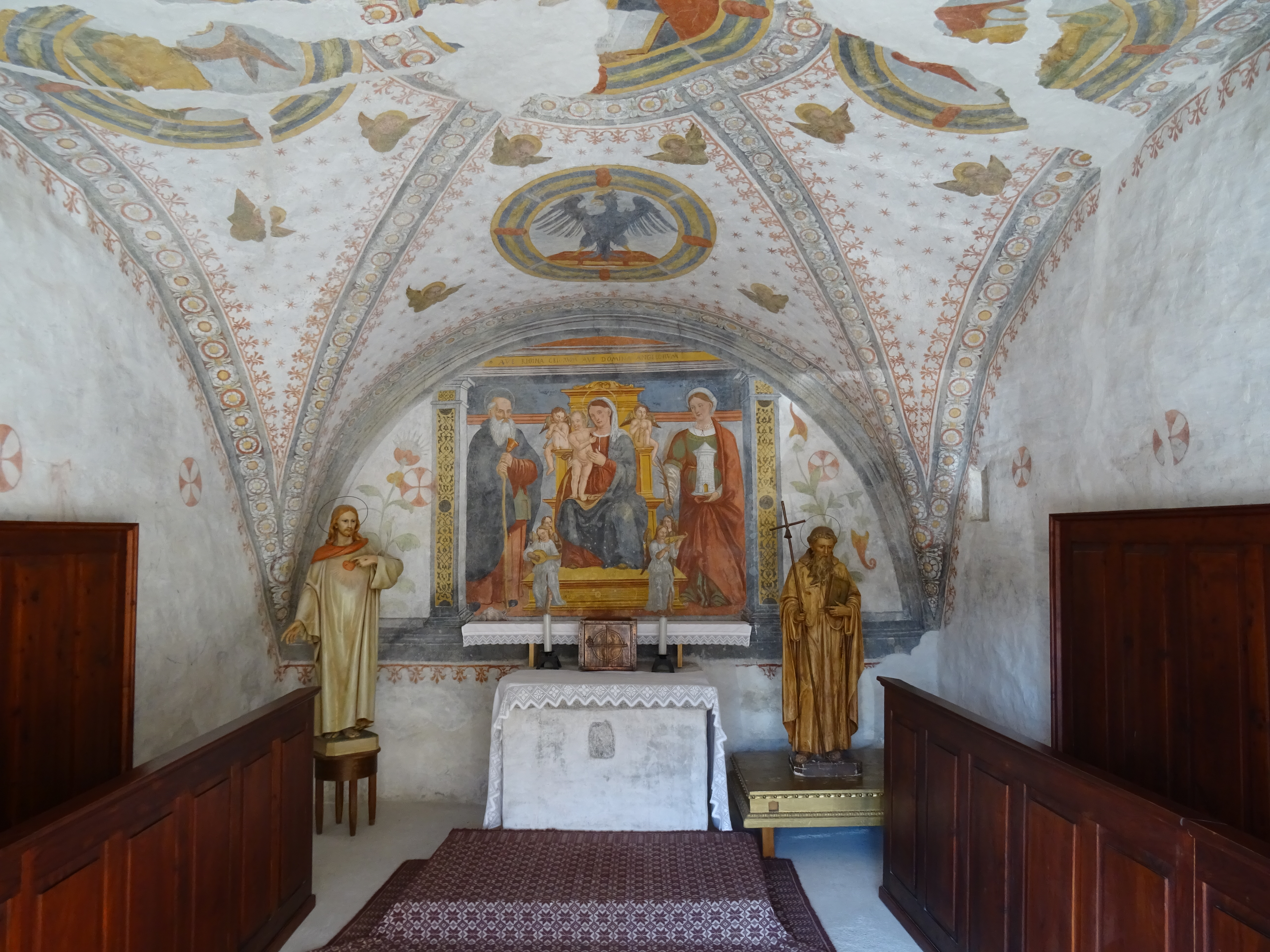
Interno

Non si conosce la data di edificazione della piccola chiesa, la tradizione orale che narrava l'esisteva già nel primo millennio di un'edicola non ha trovato conferma negli studi archeologici che datano l'edificio al XV secolo, probabilmente su uno precedente risalente al 1300. 
La chiesa era stata affidata ai romiti, l'ultimo che ottenne il titolo di romito il 30 luglio 1781 fu Bartolomeo Maffei di Pinzolo.
Gli affreschi presenti sia all'esterno che all'interno dell'aula, sul presbiterio, sono datati 1540 e realizzati da Simone Baschenis e da altri membri della famiglia di Averara nel bergamasco. Gli affrecschi furono scialbati nel 1837 per esser poi riscoperti nel resturo del 1953. La chiesa fu consacrata il 18 ottobre 1558. Sebbene nella metà del XX secolo la Sovraintendenza dei beni culturali e artistici avesse eseguito alcuni lavori di manutenzione, nel 1993 la chiesa dovette essere chiusa al culto a causa delle sue condizioni gravemente compromesse. Nel 2008, grazie al contributo di enti pubblici e di privati cittadini si intraprese un intervento di restauro conservativo e migliorativo che permise la riapertura del luogo di culto il 17 gennaio 2009.

## Descrizione

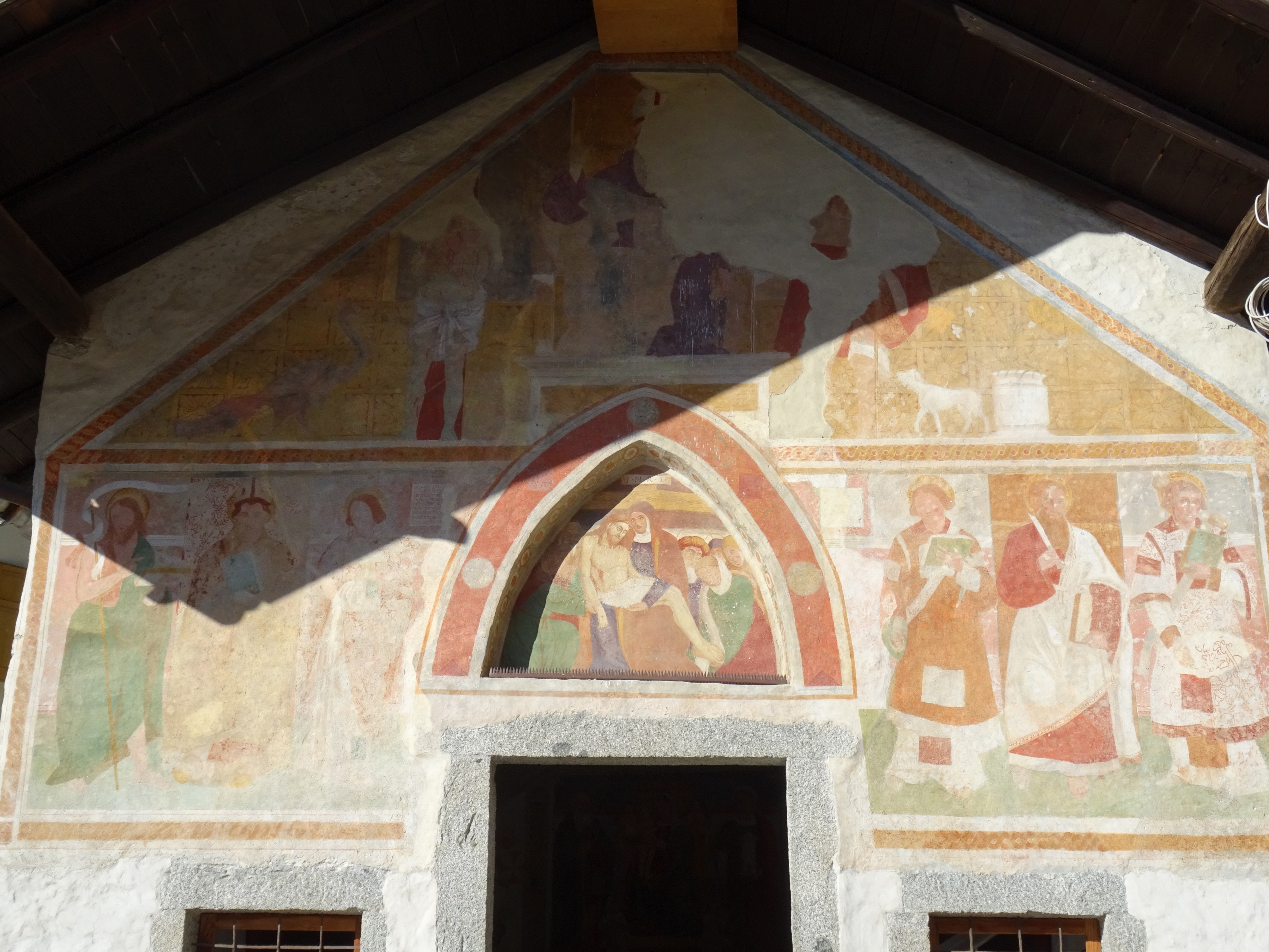
Affreschi della facciata

Situato a Sant'Antonio di Mavignola il piccolo edificio è orientato a nord. Presenta ancora i segni del grave incendio del 1558,  seguito dalla sua consacrazione del 18 ottobre.

### Esterni
La facciata è semplice a capanna. Il tetto si sporge anteriormente con i suoi due spioventi, a protezione della parete affrescata.
Il portale ha un architrave e ai lati mostra finestrelle rettangoli basse. Tutta la parte superiore, nicchia a forma di luna compresa, è decorata ad affreschi attribuiti a Simone Baschenis.

Le pittura rappresentano: la Deposizione di Cristo tra le braccia della Madonna con santi, questi sono i santi devozionali della valle: san Giovanni Battista, san Vigilio, san Valentino, sul lato a destra vestiti da diaconi san Lorenzo e santo Stefano con san Bartolomeo. Sulla parte superiore centrale sant'Antonio benedicente che indossa gli abiti da vescovo; al suo fianco san Sebastiano con il pavone simbolo dell'immortabilità e a destra san Rocco con il cane simbolo di ferdeltà e un vaso di fiori. In alto a sinistra tracce di un cartiglio di cui resta leggibile solo la data «adi IX/ 1526».
La piccola chiesa non ha campanile.
Il tetto è tradizionale a capanna, con due spioventi. La copertura è in scandole di larice

### Interni

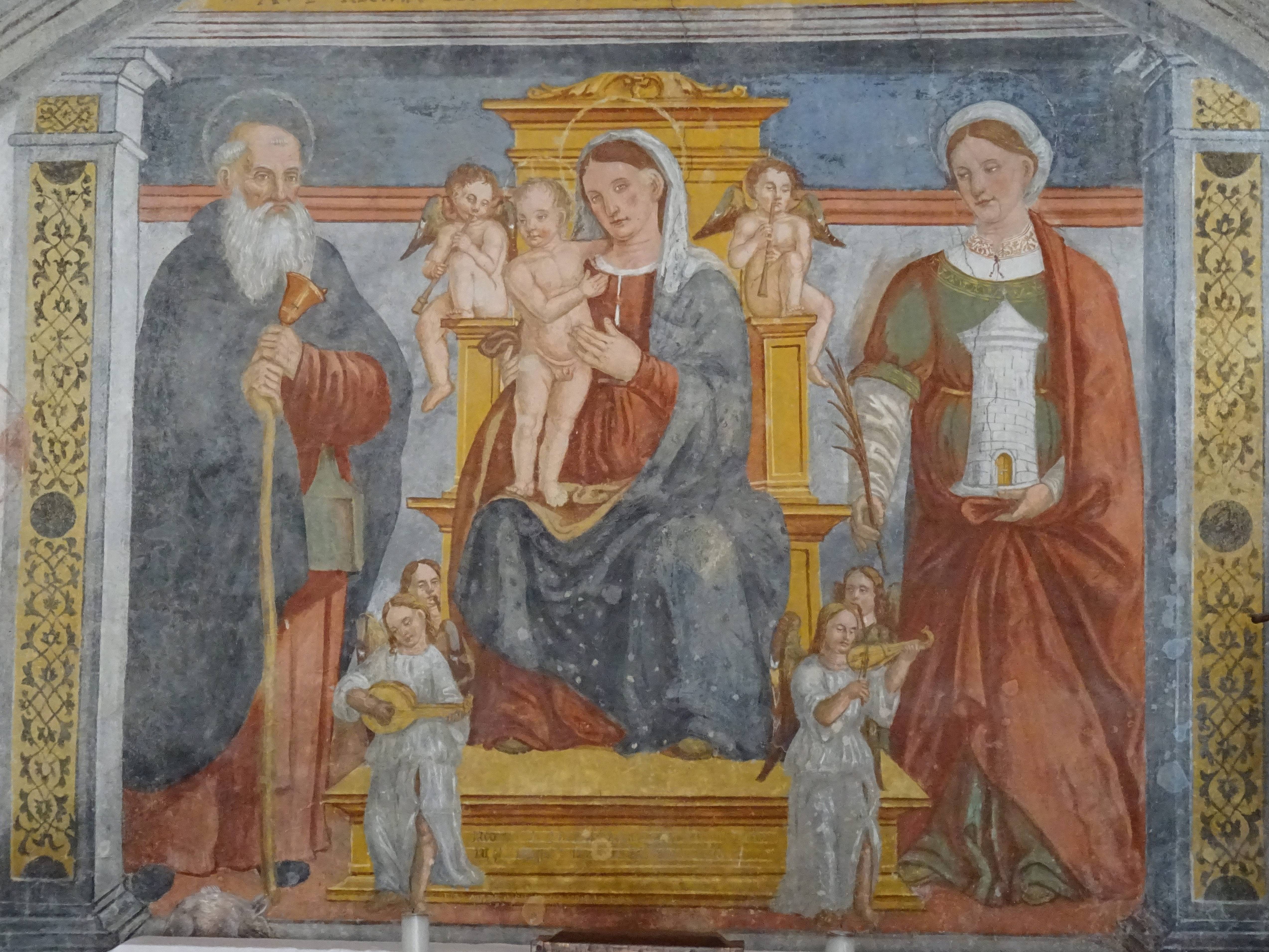
Affresco sopra l'altare, con la Maestà e i santi Antonio abate e Barbara

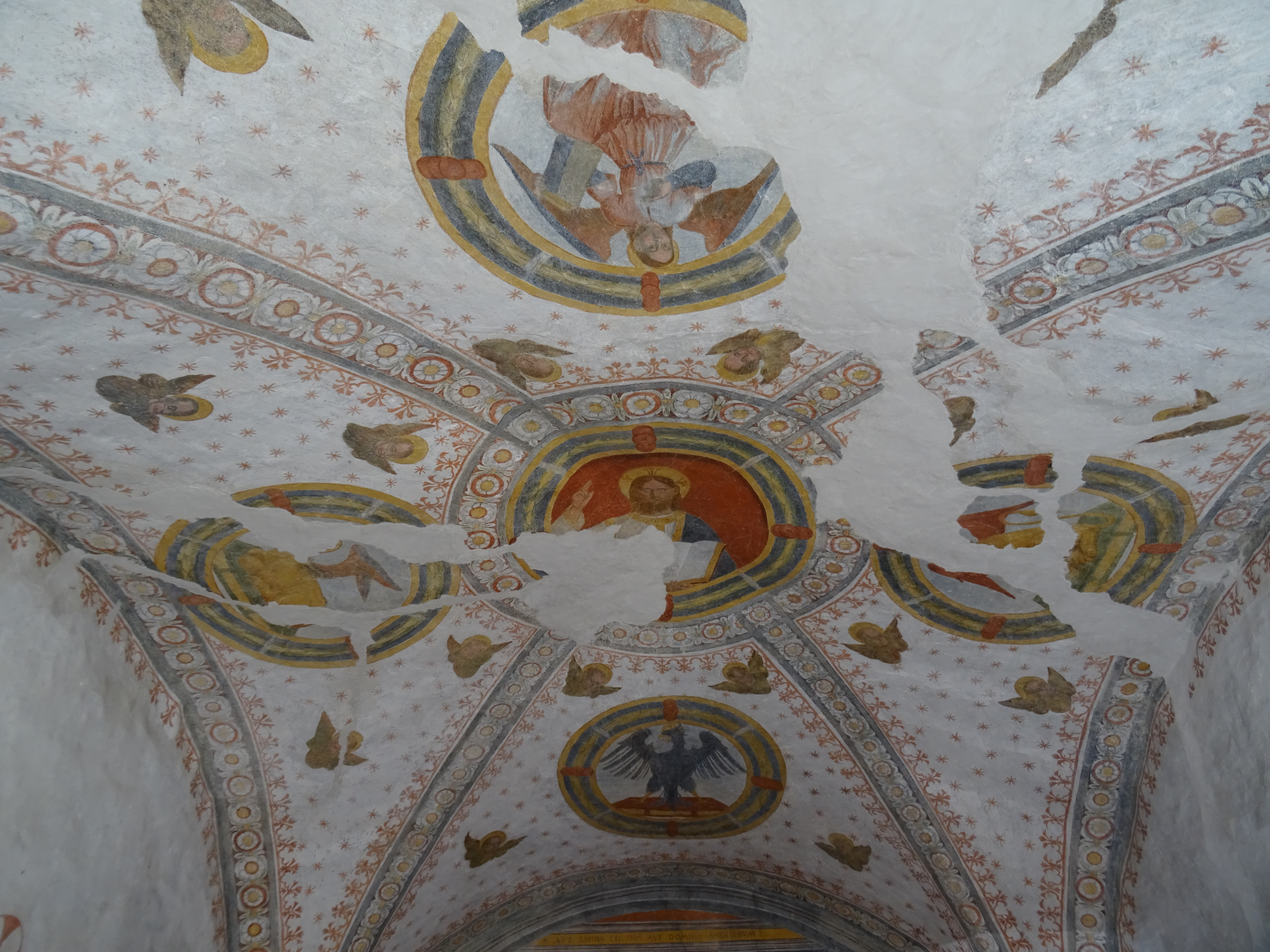
Affreschi del soffitto

Si presenta a navata unica e il pavimento è su un solo livello, senza parti sopraelevate. Ha un solo altare, vicino alla parete presbiteriale. La parete di fondo porta la data 1540.
Le pareti laterali e la volta sono affrescate con croci di consacrazione ed immagini sacre.
Gli affreschi furono realizzati da Cristoforo Baschenis il vecchio e rappresentano al centro Cristo Pantocrato con un cielo stellato e tanti angeli, sopra i simboli dei quattro evangelisti. Salvati dalla scialbatura dell'Ottocento sono quelli presenti sul presbiterio, salvati dall'ancona poi persa e raffigurano la Madonna col Bambino in trono tra quattro angeli musici datato 1504.
Il santo titolare della chiesa è raffigurato sul lato sinistro appoggiato ad un bastone con a fianco il porcellino, alla sua destra santa Barbara raffigurata con la torre in mano e la palma simbolo del martirio. Le pareti dell'aula conservano le dodici croci simbolo della sua consacrazione.